# 이면체
이면체(二面體, 영어: dihedron)는 같은 변의 집합을 공유하는 두 다각형으로 만들어진 다면체의 한 종류이다. 삼차원 유클리드 공간에서는 면들이 평평하다면 축퇴되지만, 삼차원 구면 공간에서는 평평한 면을 가지는 이면체는 렌즈처럼 볼 수 있다. 그 예로, 렌즈 공간 L(p,q)를 기본 영역으로 가지는 것이 있다. 이면체는 bihedra flat polyhedra, 또는 이중으로 덮인 다각형이라고도 불린다.
정이면체는 정다각형 두 개로 이루어진 이면체이고, 슐레플리 기호 {n,2}로 설명할 수 있다. 구면다면체 처럼, 이런 이면체의 각 다각형은 그 사이의 대원에 정n각형과 반구를 덮는다.
n각형 이면체의 쌍대는 꼭짓좀 두 개를 공유하는 이각형 면 n개로 이루어진 n각 호소헤드론이다.

## 다면체로서
이면체는 두 (평면) n각형을 "뒷면끼리" 붙여서 높이가 없는 물체의 축퇴된 각기둥으로 생각할 수 있다. 다각형은 반드시 일치해야 하며, 하나가 다른것의 거울상으로 붙여야 한다.
이면체는 어떤 볼록 다면체의 표면의 길이를 지역적으로 유한한 개수의 꼭짓점의 양의 부족각의 합이 4π가 되는 유클리드 예외로 특성화하는 알렉산드로프의 유일성 이론에서 나타났다. 이 특성화는 또한 이면체의 표면의 거리를 보류해서, 알렉산드로프의 이론의 진술은 이면체가 볼록한 다면체로 고려해야 한다.

## 구면 타일링으로서
구면 타일링으로써, 이면체는 구를 덮는 n각형 면 두개를 가지는 축퇴되지 않은 형태로 존재할 수 있다. 각각의 면은 반구를 이루고, 꼭짓점은 대원을 따라서 있다. (꼭짓점의 간격이 같다면 정다각형이다.)
정다면체 {2,2}는 자기쌍대이면서 호소헤드론인 동시에 이면체이다.
| 그림            |       |       |       |       |          |
| 슐레플리        | {2,2} | {3,2} | {4,2} | {5,2} | {6,2}... |
| 콕서터          |       |       |       |       |          |
| 면              | 2 {2} | 2 {3} | 2 {4} | 2 {5} | 2 {6}    |
| 모서리와 꼭짓점 | 2     | 3     | 4     | 5     | 6        |

## 무한각형 이면체
극한에서는 이면체는 2차원 테셀레이션으로 무한각형 이면체가 된다:

## 이포체
정이포체는 슐레플리 기호가 {p,...q,r,2}인 이면체의 n차원 해석이다. 이것은 모든 ridge {p,...q}를 공유하는 facet {p,...q,r} 두 개를 가지고 있다.

## 같이 보기
- 다면체
- 다포체